# Lípa Svatopluka Čecha (Liteň)
Lípa Svatopluka Čecha byl památný strom v městysi Litni v okrese Beroun ve Středočeském kraji. Po poškození kořenů v roce 1914 postupně odumíral a torzo bylo vyvráceno prudkým deštěm 21. srpna 1941.

## Vznik názvu

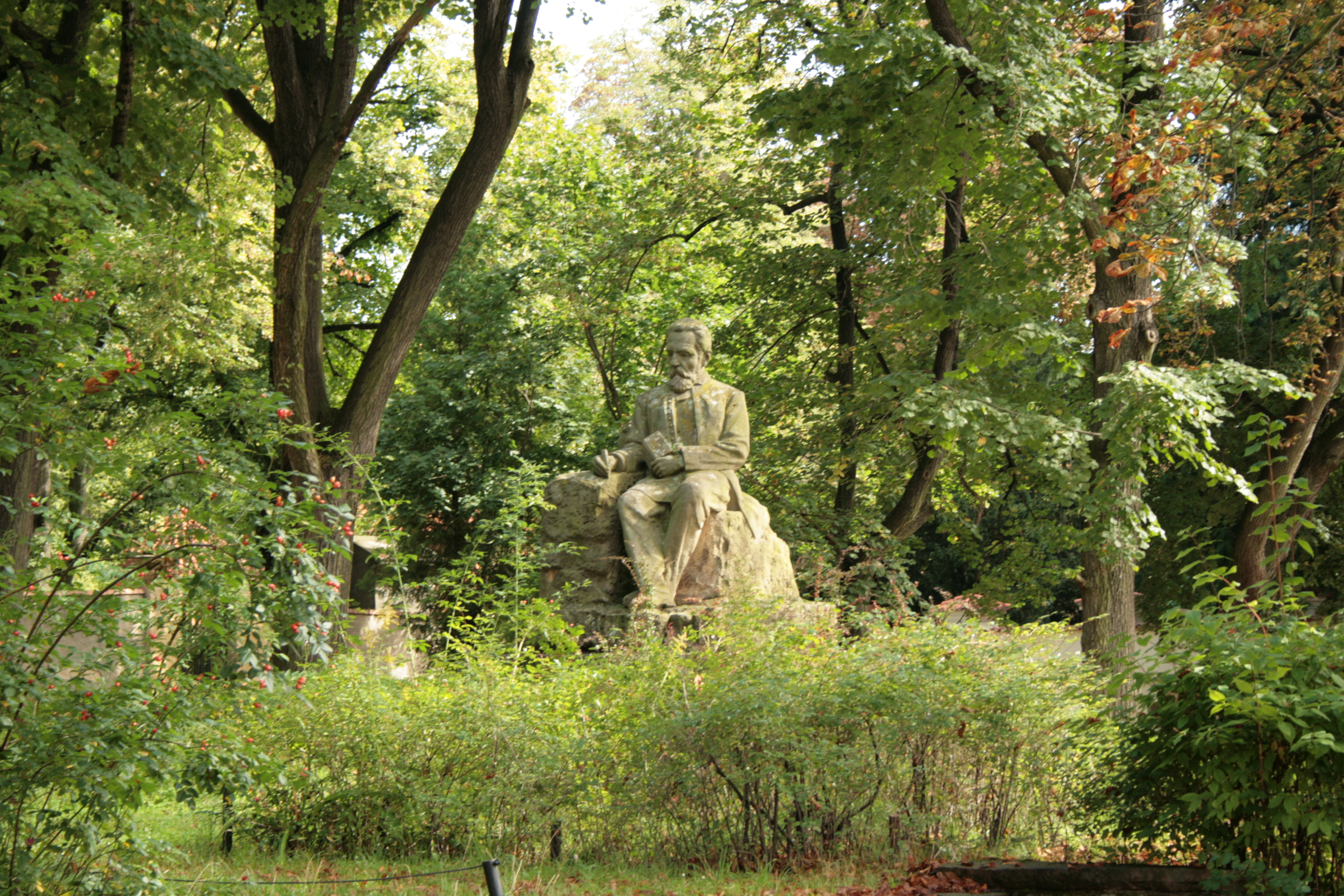
Socha Svatopluka Čecha v místě zaniklé lípy

Lípa nesla jméno spisovatele Svatopluka Čecha, který v Litni strávil část dětství. Jeho otec František Jaroslav Čech (1817 Peruc - 1877 Slupka, Bukovina) byl panský hospodářský správce a český vlastenec a v letech 1853–1856 byl ředitelem panství Josefa Františka Doubka v Litni Do dětství se vrátil v básnické sbírce Ve stínu lípy vydané poprvé roku 1879 v časopise Květy, do kterého Čech přispíval. Staletá lípa stála poblíž jižní kaple novorománského kostela svatého Petra a Pavla a fary. Fungovala jako určitý kulturní rozcestník mezi hospodou a kostelem. V Čechově básni Ve stínu lípy se zde schází osm sousedů a vypráví své životní příběhy. Básnická sbírka byla již za autorova života velice populární pro svůj vlastenecký a idylický obsah. Na počet básníka a jeho vlastenectví byly lípy na různých místech Čech symbolicky nazývány lípa Svatopluka Čecha. Tak tomu bylo i v Litni, kde byl ještě za života Svatopluka Čecha připomínám jeho pobyt v mládí. O úctě liteňských obyvatel k Čechovi svědčí, že Liteňský farář P. Josef Kreisinger ve své práci Liteň a přifařené obce k ním vydané v roce 1896 (tedy za Čechova života) uvádí v seznamu správců a direktorů liteňského panství Roku 1852 - 1855 Frant. Čech, otec našeho předního básníka. Lípa v Litni oficiálně za památnou vyhlášena nebyla, zanikla dlouho před vydáním zákona o ochraně přírody. Při úpravách kanalizace v roce 1914 byly poškozeny její kořeny v roce 1919 počala usychat, takže z ní zůstalo jen torzo spodní části kmene. 21. 8. 1941 při prudkém dešti se kmen vyvrátil a byl odstraněn. Zlomek kmene je vystaven v muzeu. Název místa se ale trvale vžil. Park mezi kostelem sv. Petra a Pavla a farou, kde lípa stála, byl nazván Sady Svatopluka Čecha. V Litni vzniklo ve 20. letech 20. století Sdružení pro úpravu sadů Svatopluka Čecha v Litni, jehož předsedou byl MUDr. Josef Honzík, jednatelem Jan Samek a pokladníkem Boh. Vildman, usilující o úpravu sadů a vytvoření pomníku Svatopluka Čecha. Spolupracovalo s Jednotou Svatopluka Čecha a obě korporace se pravidelně obracely na veřejnost s žádostí o příspěvek na pomník. O celospolečenském významu záměru svědčí zájem významných československých deníků jako Národní listy a Národní politika. Po deseti letech se záměr zdařil a 5. 6. 1938 byl v blízkosti lípy postaven pomník Svatopluka Čecha. V budově bývalé fary proti kostelu je umístěno Muzeum Svatopluka Čecha a Jarmily Novotné. Jméno jeho básně nese i restaurace Ve stínu lípy vedle liteňské školy.
V roce 2013 byla v Litni instalována Naučná stezka Liteň, jejíž zastavení v Sadech Svatopluka Čecha připomíná básníkův vztah k Litni a jeho dílo. Další zastavení připomínají Čechův pobyt v Litni v domě správce panství v zámku nedaleko od kostela. Dům je dodnes nazýván Čechovna Právě zde se Svatopluk Čech seznamoval s otcovou knihovnou. Šťastná léta dětství v Litni byla jedním z důvodů, proč děj básně Ve stínu lípy umístil právě do míst, která z dětství důvěrně znal.

## Galerie Ve stínu lípy v Litni

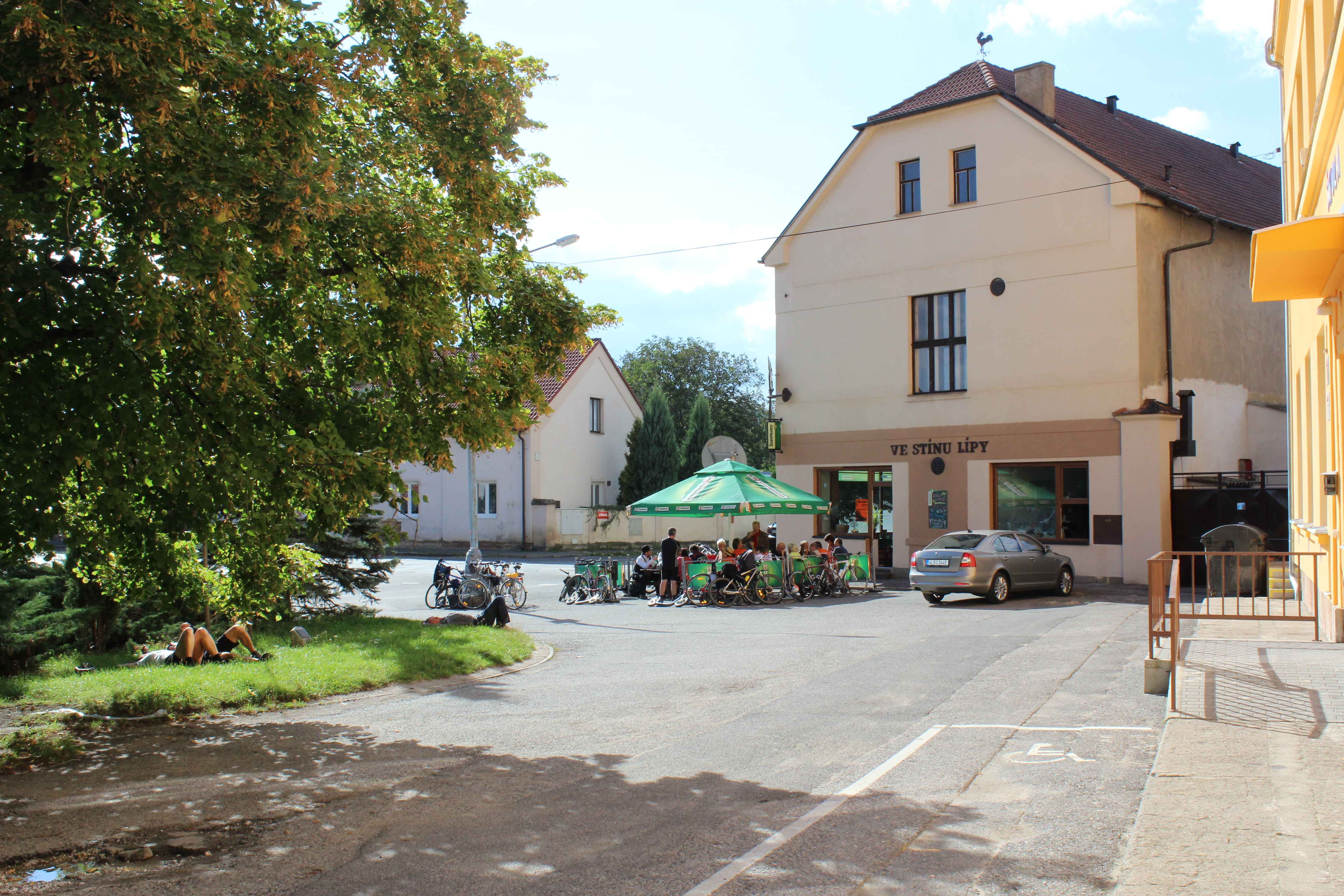
Restaurace Ve stínu Lípy v Litni
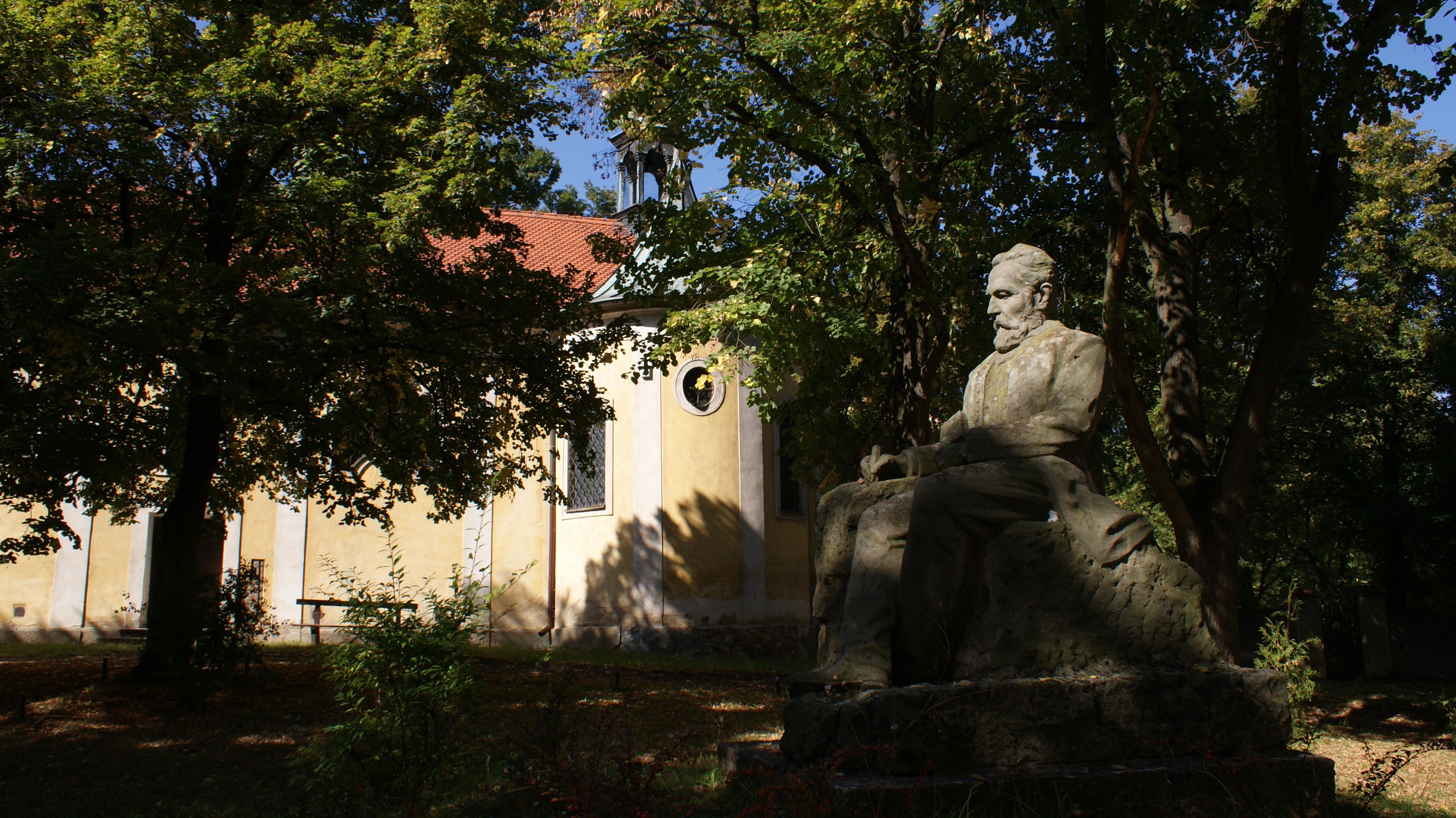
Pomník Svatopluka Čecha v parku před kostelem sv. Petra a Pavla
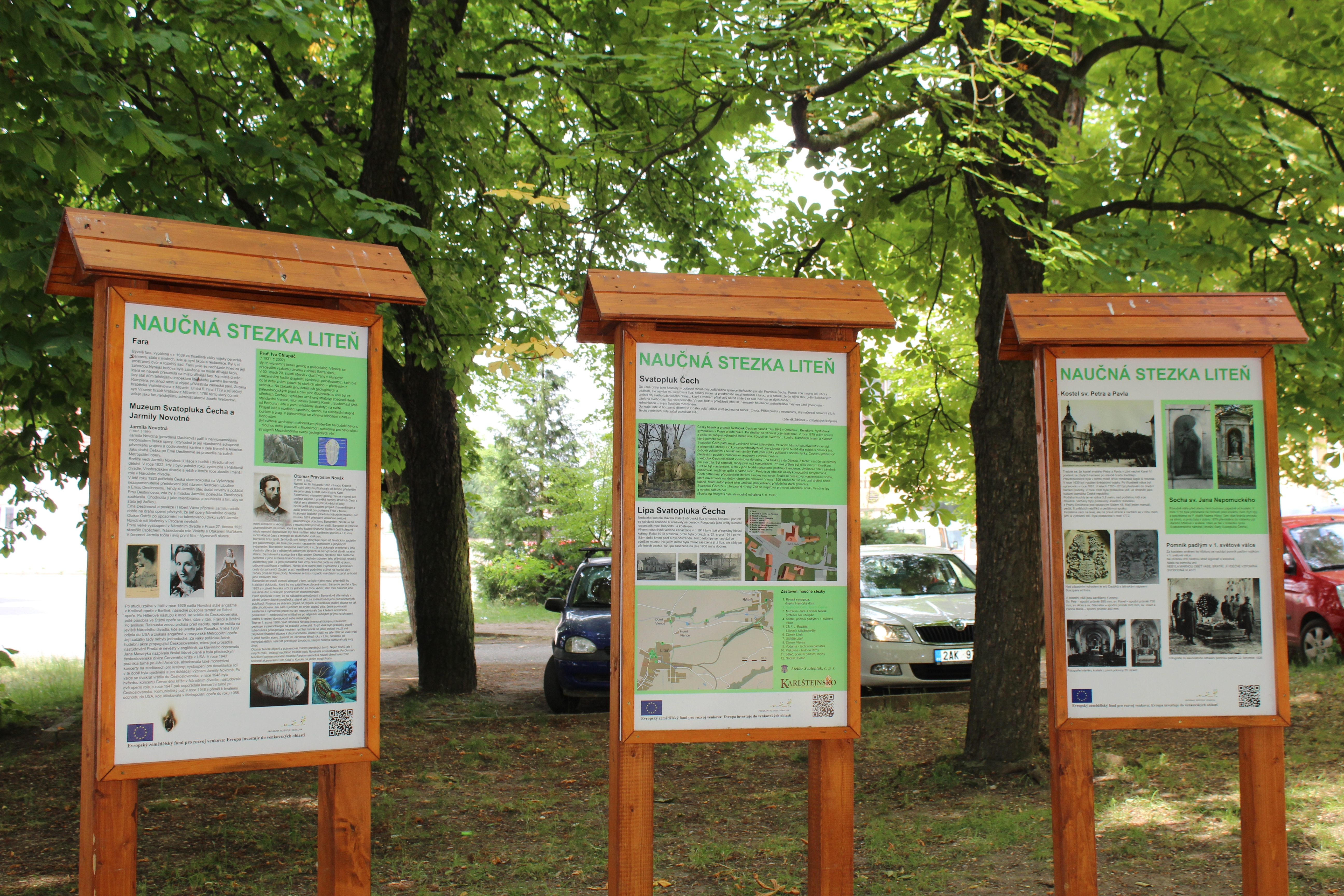
Panely naučné stezky v Sadech Svatopluka Čecha připomínají i báseň Ve stínu lípy
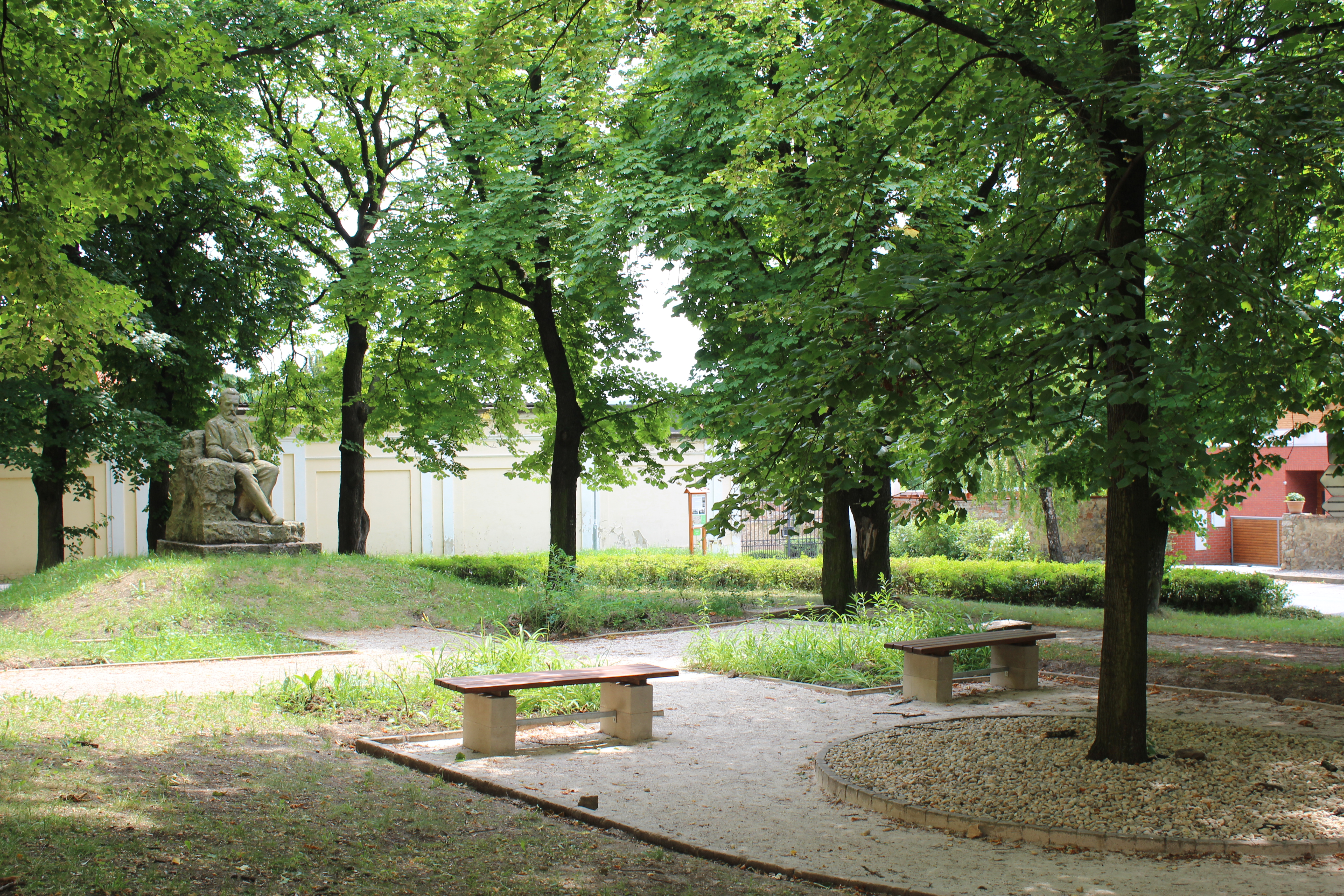
Místo děje básně Ve stínu lípy v současnosti (2014)
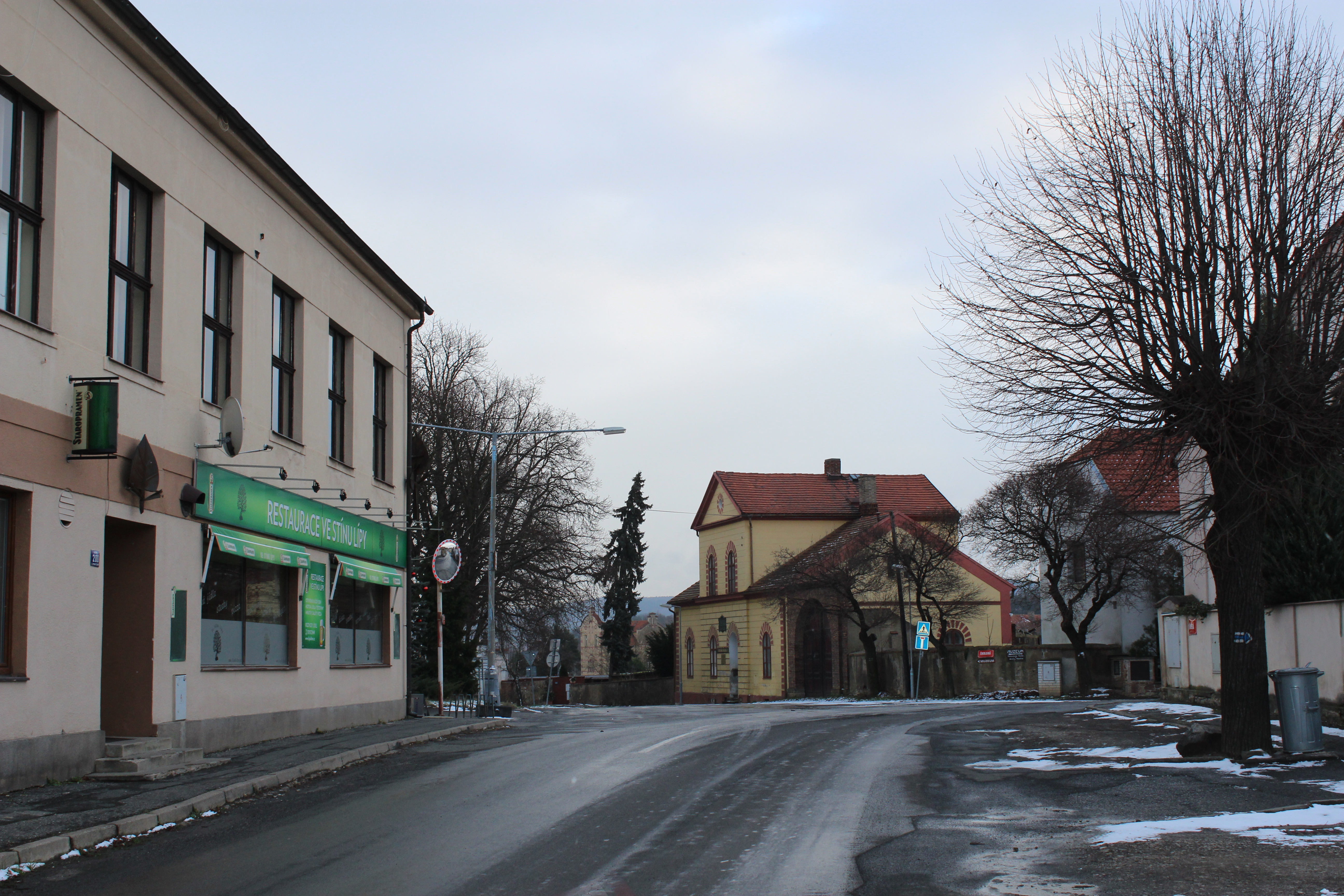
Restaurace Ve stínu lípy a budova fary (Muzeum Svatopluka Čecha)
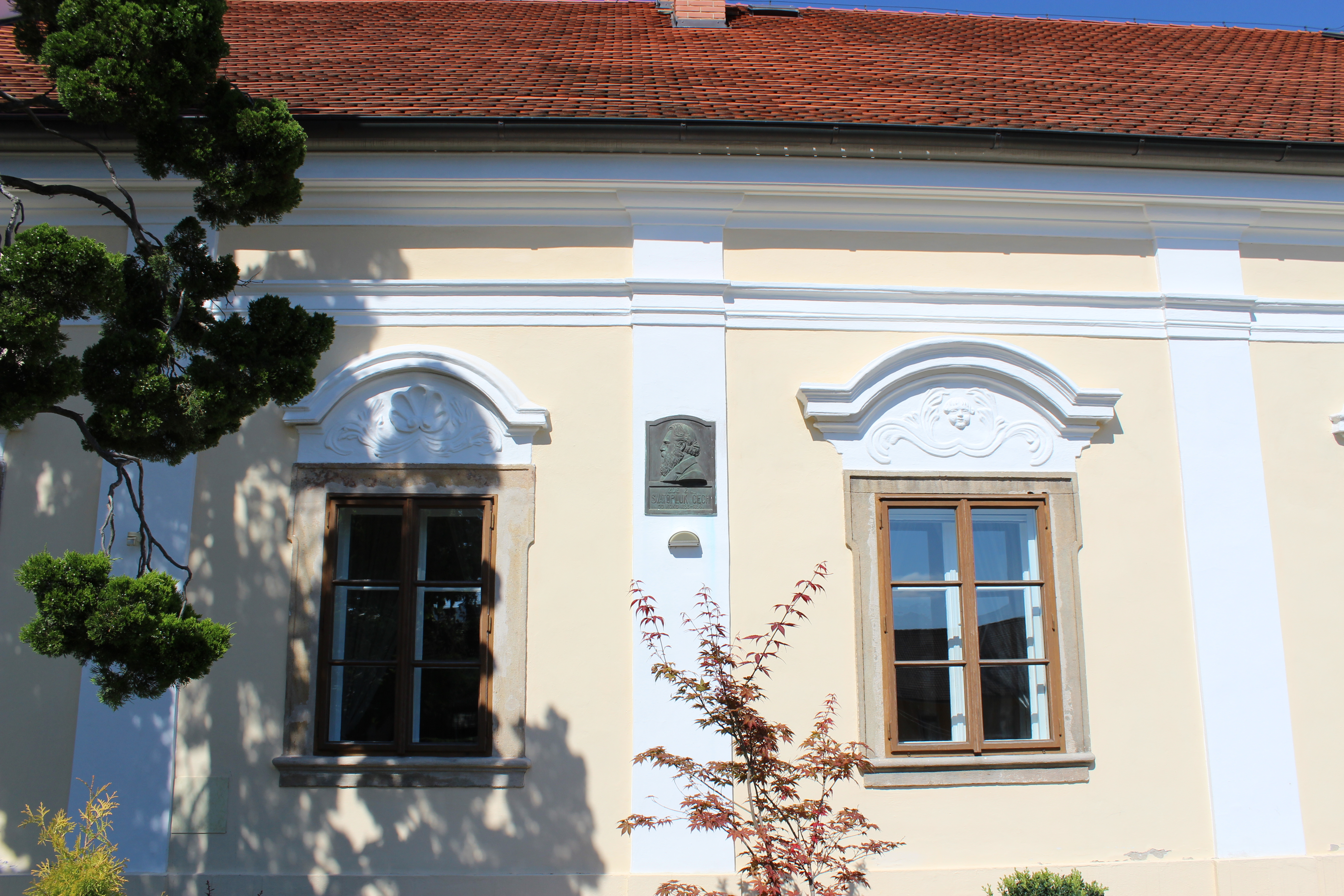
Pamětní deska na domě správce panství Liteň nazývaném Čechovna. Nápis ZDE ŽIL SVATOPLUK ČECH OD 1853 - 1856
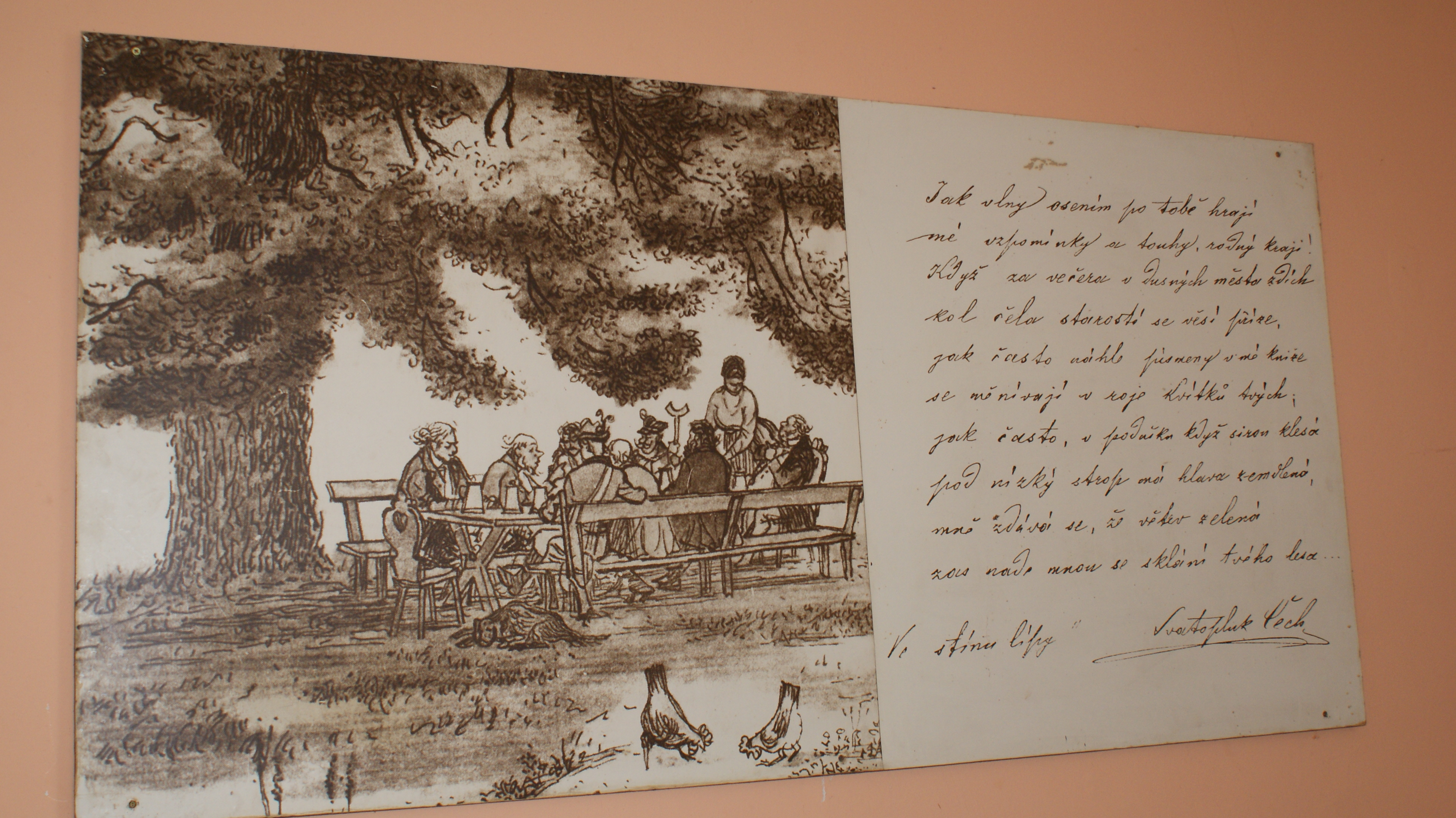
Zvětšenina dopisu Sv. Čecha v restauraci Ve stínu lípy